# Máximo (prefeito em 364)

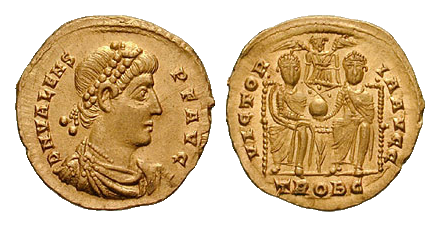
Soldo de Valente r.

Máximo (em latim: Maximus) foi um oficial romano do século IV, ativo durante do reinado do imperador Constâncio II (r. 337–361) ao reinado conjunto de Valentiniano I (r. 364–375) e Valente I (r. 364–378). Era nativo de Ráfia, na Palestina, e casara-se com esposa proveniente de Antioquia com quem teve filhos, embora seus nomes sejam desconhecidos. Aparece pela primeira vez em 361, quando tornou-se presidente da Armênia em sucessão de Eutério.
Em 362, Máximo foi nomeado como presidente da Galácia, em sucessão de Acácio. Sabe-se que durante seu mandato conduziu a construção de obras públicas em Ancira e que sua família permaneceu em Antioquia em decorrência de sua ausência. Em 364, Máximo deixaria o posto de presidente para tornar-se prefeito do Egito, onde sucedeu Hiério. Ele permaneceu, entretanto, menos de um ano em ofício, sendo substituído por Flaviano.